# .17 Remington
Набій .17 Remington було представлено в 1971 році компанією Remington Arms Company для своєї гвинтівки модель 700.

## Опис
Конструкція базується на гільзі .223 Remington, дульце якої обжато до .172 in (4.37 мм), а плече зміщено назад. Його розробили спеціально в якості вармінт-набою, хоча його можна використовувати проти невеликих шкідників. Деякі стрільці, наприклад, П.O. Оклі, використовували для полювання на велику дичину, але це є нетиповим.
Особливостями набою .17 Remington є велика початкова швидкість (понад 1200 м/с), пласка траєкторія і дуже низький відбій. Максимальна ефективна дальність складає приблизно 400 м при стрільбі по тваринам розміром з лучну собачку, але погані балістичні коефіцієнти та щільність перетину малої кулі означають, що побічний вітер дуже впливає на неї на такій відстані.
Куля менша за .172 калібр зазвичай має набагато менший балістичний коефіцієнт, ніж інші типові вармінт-калібри, наприклад, .223 Remington. Через це кулі .172 калібру швидше втрачають швидкість і вітер сильніше впливає на неї; але це не робить набій негодящим. Перевагами цього набою є низький відбій, пласка траєкторія та мінімальний вхідний отвір рани. Крихітна вхідні рана і зазвичай відсутність вихідної рани у тварин розміром з койота роблять його ідеальним набоєм для полювання на хутрових звірів, з яких мисливець має намір зняти шкуру. Суттєвим недоліком є велика швидкість, через яку в такому дрібнокаліберному стволі гвинтівки може накопичуватися металеве забруднення, що дуже шкодить точності, а також може врешті-решт призвести до збільшення тиску, спричиненого звуженням каналу ствола. Багато користувачів набою .17 Remington сповіщають, що чистити ствол потрібно через кожні 10-20 пострілів, хоча більш сучасна металургія, що використовується для створення стволів і куль, значною мірою зменшила проблему забруднення.
.17 Remington також є одним з небагатьох набоїв, у яких маса порохового заряду часто перевищує вагу кулі. Хоча відомо, що ці умови впливають на точність, набій .17 Remington відзначається винятковою точністю. Така точність обумовлена тим, що під набій використовували лише якісні гвинтівки з ковзним затвором та однозарядні гвинтівки.

## Параметри

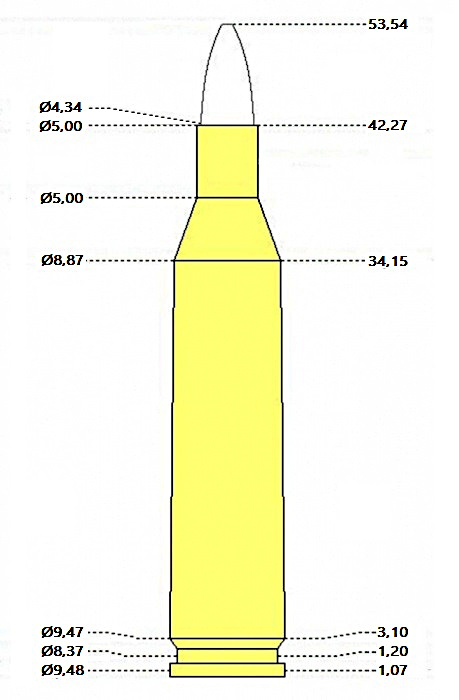

## Галерея

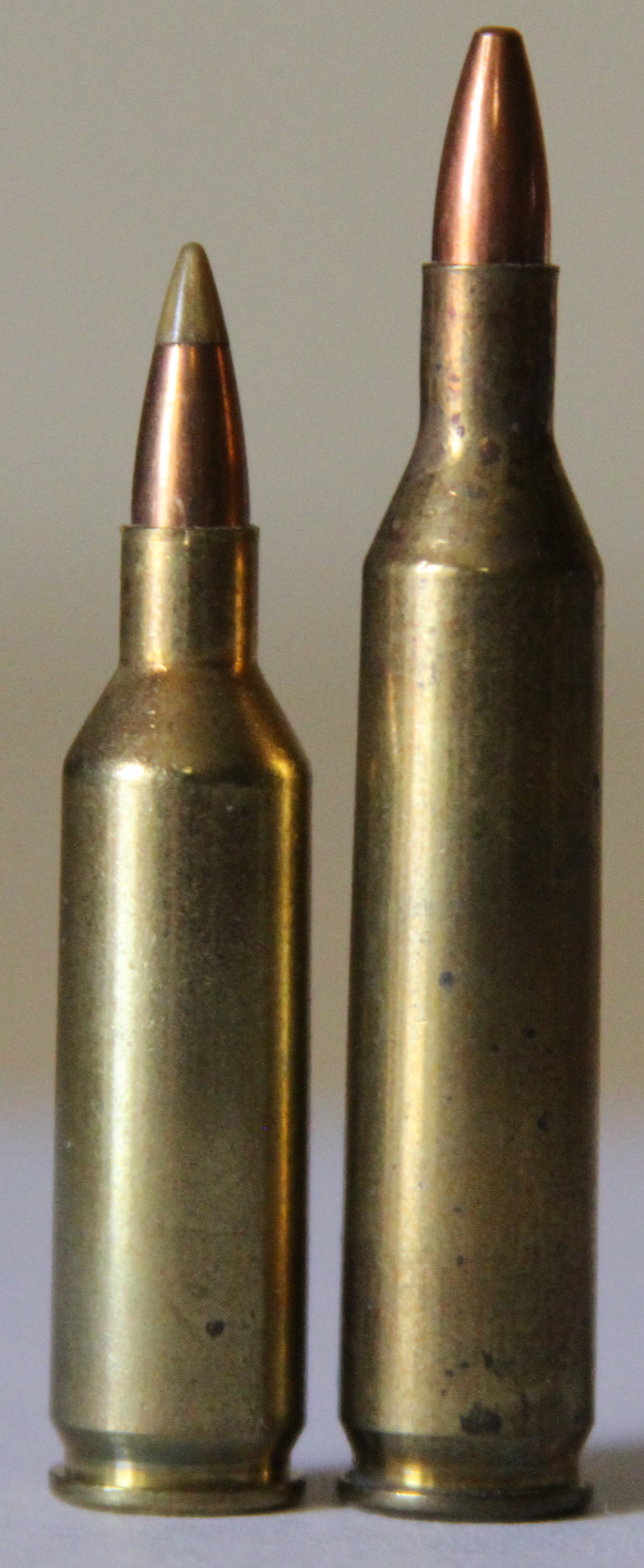
Набій .17 Remington Fireball поряд з набоєм .17 Remington
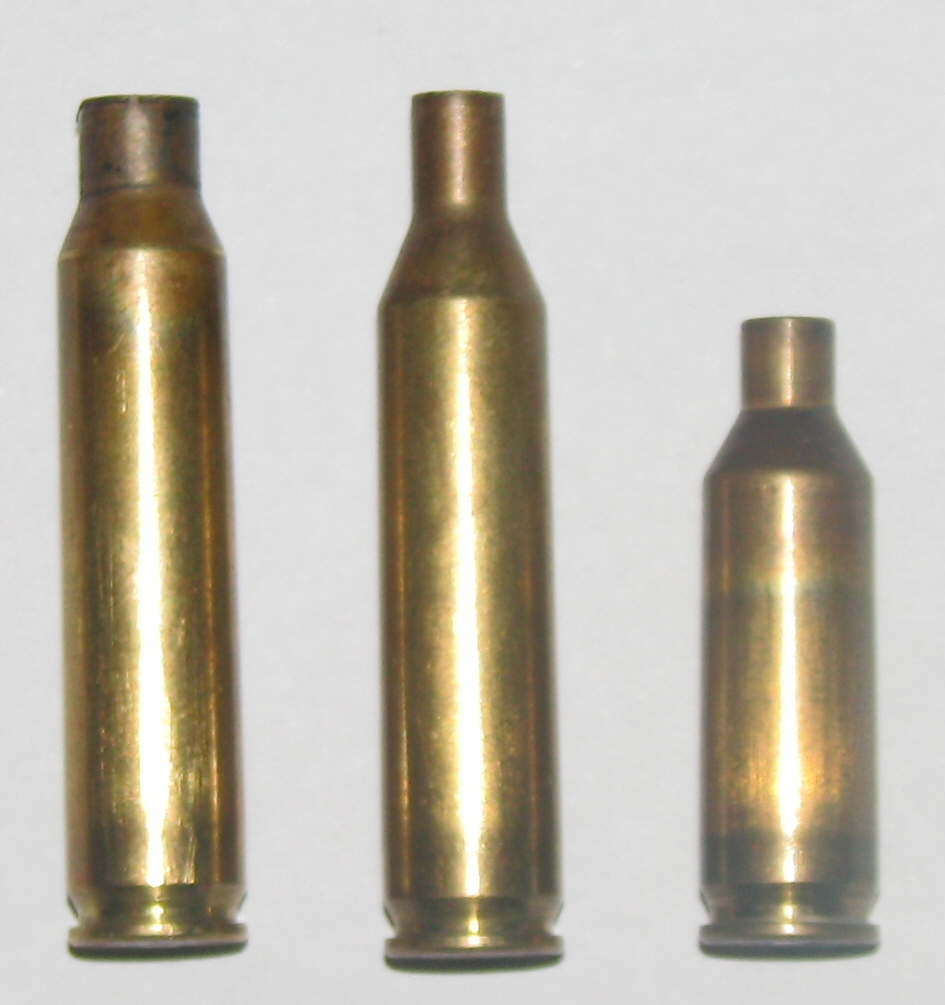
Зліва направо — .223 Rem, .17 Rem, .17 Fireball